# ال ماسنو
ال ماسنو (به اسپانیایی: El Masnou) یک شهرستان در اسپانیا است که در بارسلون واقع شده‌است.

## خصوصیات
ال ماسنو ۳٫۴۴ کیلومترمربع مساحت و ۲۱٬۹۳۵ نفر جمعیت دارد و ۲۷ متر بالاتر از سطح دریا واقع شده‌است.